# Minimernas orden

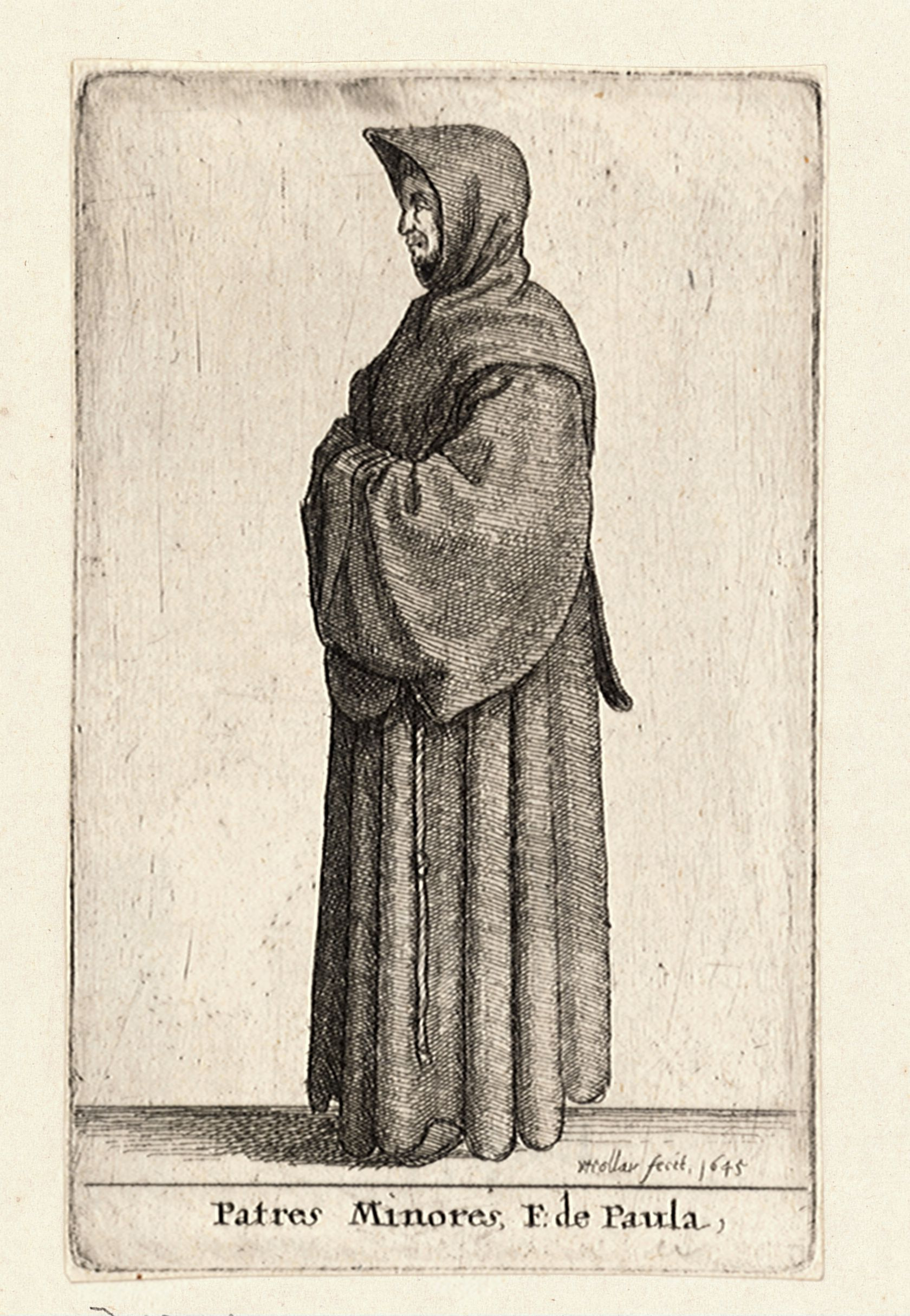
Munk av Minimernas orden

Minimernas orden (latin Minimi fratres, "de minsta eller ringaste bröderna"), är en ur franciskanorden framsprungen munkorden, som 1435 stiftades av Franciskus av Paola och till 1501 bar namnet "Den helige Franciskus eremiter". Sistnämnda år erhöll de av påven Alexander VI namnet Minimi, eftersom de tillämpade Kristi yttrande: "Hvad I hafven gjort en af dessa minsta mina bröder, det hafven I gjort mig". I Frankrike vann ordensmedlemmarna den hedrande benämningen les bons hommes ("det goda folket"). Till de tre vanliga munklöftena fogades 1501 ett fjärde: att beständigt iakttaga en lika sträng fasta, som annars brukades endast under fastlagstiden, varför medlemmarna sades föra ett fastlagsliv (vita quadragesimalis).
Under sin största utbredning, på 1500-talet, hade orden 450 konvent med omkring 7 000 medlemmar. Det fanns även en "andra" och "tredje" orden, spridda i Spanien och Sydamerika.